# 멕시코령 텍사스
멕시코령 텍사스(Mexican Texas)는 1821년부터 1836년 사이, 텍사스가 멕시코, 코아우일라 테하스 주의 일부였던 시대를 가리키는 텍사스의 역사 분류상의 용어이다. 이 시대는 1821년에 종결되었던 멕시코 독립 전쟁을 시작으로, 1836년 텍사스 독립 선언으로 끝난다.

## 개요

1824년 텍사스가 포함된 멕시코 연방의 영토

1810년의 멕시코 독립 전쟁의 시작 이전 텍사스는 스페인(에스파냐)의 영지 누에바 에스파냐의 일부였다. 이 시대, 리오그란데강 유역과 남부 텍사스는 원래 멕시코인과 특히 앵글로 아메리칸들에 의한 멕시코의 독재적인 중앙집권적인 정부로 독립 운동의 역사를 가진다. 북부와 동부는 아직 대부분이 아메리칸 인디언의 수중에 있었고, 그들 중 일부는 멕시코의 지배에 대해 분노를 했다.
루이지애나 매입과 미국의 뉴올리언즈 정복 이후 미국에서 앵글로계 개척자들은 서부 멕시코 영토로 이동했고, 스페인에서 불하된 지역에 살았다. 그들 중 일부는 활발한 필리버스터들도 있고, 궁극적으로 미국과의 합병을 노리고 있었다. 그들은 많은 아프리카 노예를 함께 데리고 멕시코로 이주하였고, 이주 후에도 노예를 구입했다. 이러한 초기 개척자들은 대부분이 개신교로 “명백한 운명”을 지지하고 있었기 때문에 가톨릭 멕시코 정부와 관계가 좋지 않았다.
1820년대 멕시코는 지역에 인구를 늘려 안정시킬 목적으로 추가 이민자를 모집하여 스페인의 불하지를 다시 허용하라는 스티븐 오스틴과 합의에 도달했다. 이때 앵글로계의 수백 가족이 텍사스에 정착했다. 미국의 불황도 돕고, 땅도 받을 수 있다는 텍사스에 대한 입소문이 확산되자 수천 명의 앵글로계 이민자가 몰려들었다. 1829년 멕시코가 노예 제도를 폐지하고 중앙 집권적인 통치를 하자, 텍사스 주민들은 멕시코의 지배 체제에 불만을 품게 되고, 그것은 텍사스 혁명으로 연결되었다.
멕시코의 독재 정치는 텍사스뿐만 아니라 멕시코 각 주의 반란과 독립 운동을 불러 일으켰다. 유카탄의 유카탄 공화국과 코아우일라주, 누에보레온주, 타마우리파스와 텍사스의 일부로 리오그란데 공화국도 그 중 하나이다. 그러나 멕시코에서 분리 독립에 성공한 것은 텍사스 공화국뿐이었다.

## 같이 보기
- 텍사스 공화국
- 텍사스 혁명